# J.P. Kloos

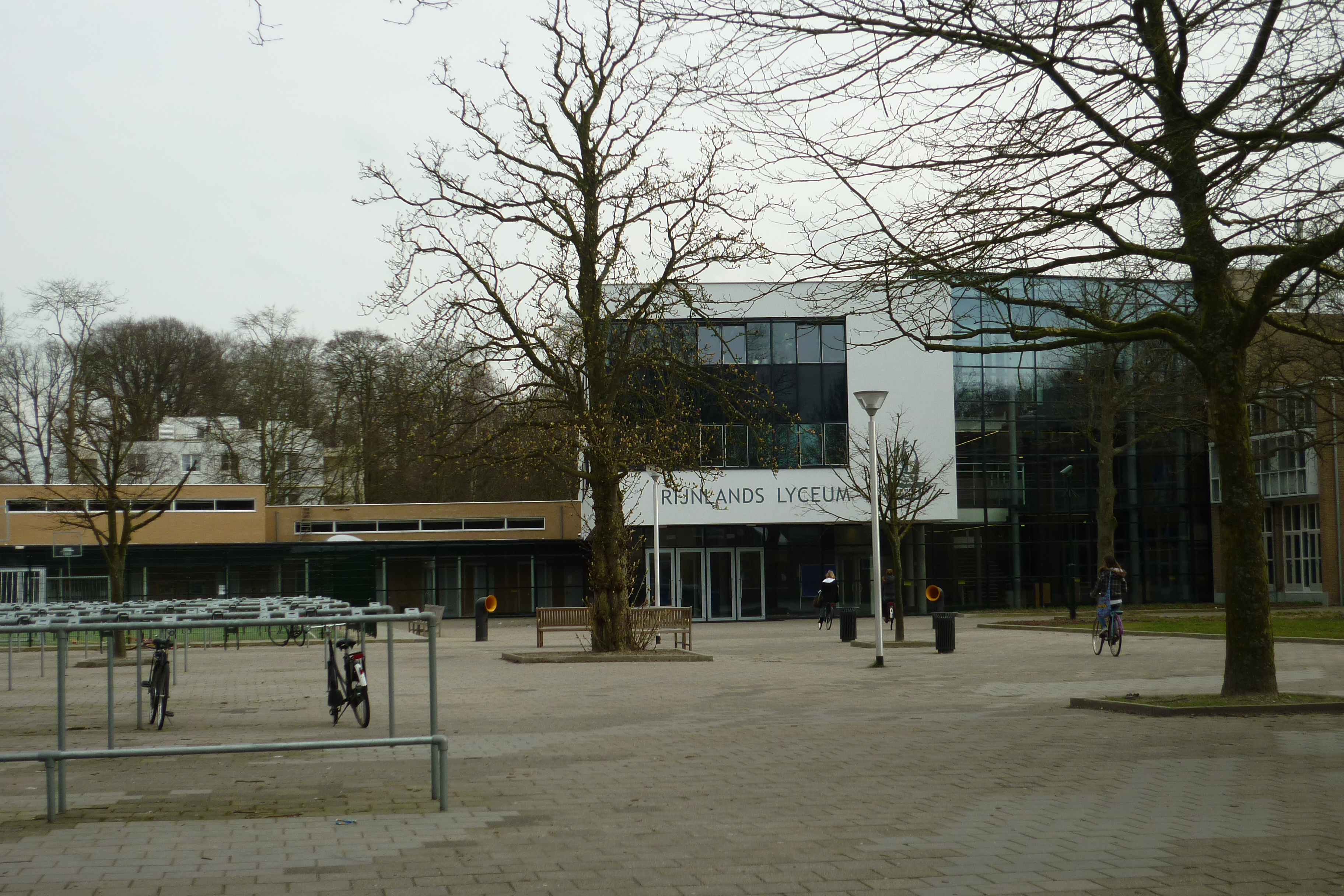
Het Rijnlands Lyceum (1939) in Wassenaar (2010)

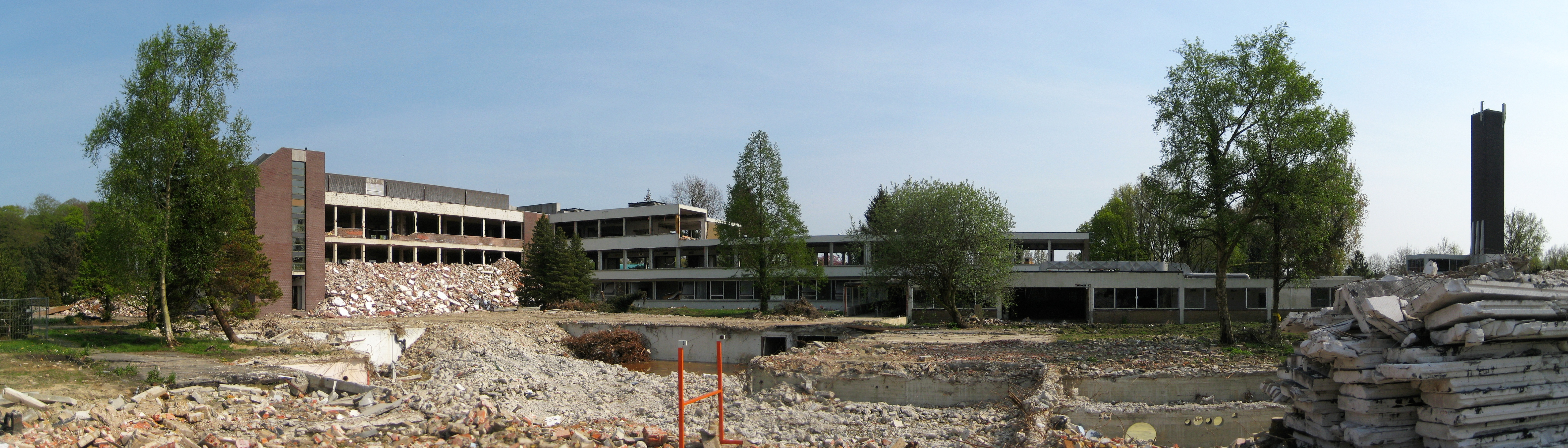
Restanten van het voormalige Diakonessenhuis in Groningen (1961/1965) tijdens de sloop daarvan in 2012

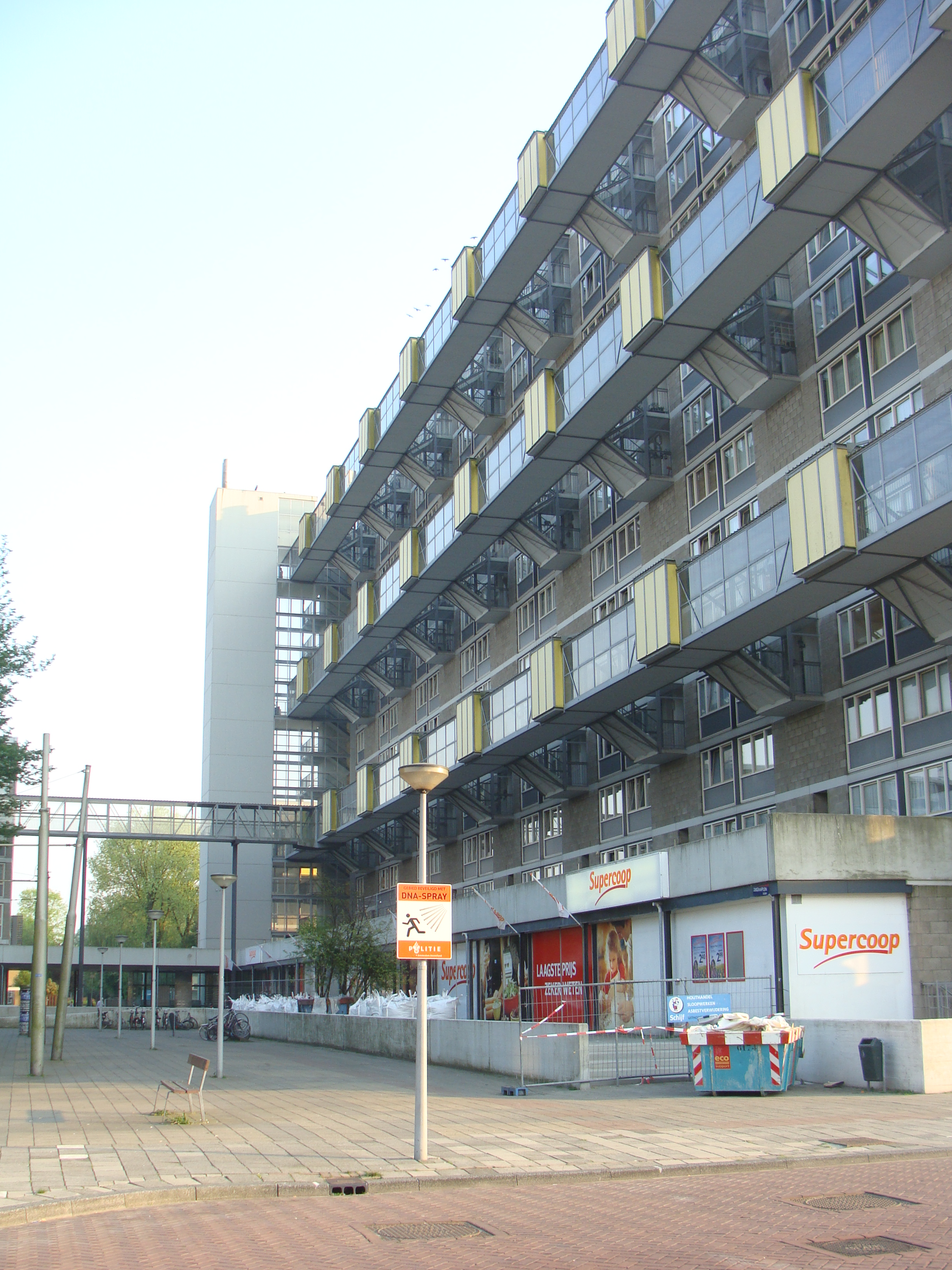
De hangbrugmaisonnettes (1970) aan het Dijkgraafplein in Amsterdam (2012)

Jan Piet Kloos (Schiedam, 11 juni 1905 - Haarlem, 8 augustus 2001), in vakliteratuur doorgaans J.P. Kloos genoemd, was een Nederlandse architect, in wiens werk vooral het nieuwe bouwen en het functionalisme terug zijn te vinden.

## Biografie
J.P. Kloos werd in 1905 geboren in Schiedam als zoon van Louis Kloos (1873-1965), "chef van Algemeen beheer bij de Rotterdamsche Droogdokmaatschappij", en Willemina Sara Maria Dixon (1879-1950). Na drie jaar de HBS te hebben gevolgd, legde hij in 1922 met succes het toelatingsexamen af voor de Middelbare Technische School voor de Bouwkunde in Utrecht, die hij in 1925 voltooide. 
Daarna trad hij in dienst bij de in Amsterdam gevestigde architect G.J. Langhout (1879-1962), waar hij werd betrokken bij het ontwerp van het kantoor van de coöperatieve woningbouwvereniging Eigen Hulp aan de Rijnstraat. Ondertussen volgde hij in de avonduren het Voortgezet en Hooger Bouwkunst Onderricht (VHBO) (de latere Academie van Bouwkunst). In 1927-'28 was hij opzichter/tekenaar bij de bouw van Sanatorium Zonnestraal in Hilversum, een ontwerp van J. Duiker (1890-1935). In 1928 werd Kloos door W.M. Dudok (1884-1970) in dienst genomen als projectleider bij de bouw van diens Collège néerlandais in Parijs, een onderdeel van de Cité Universitaire.
In 1932 keerde Kloos, die in 1929 was getrouwd met de timmermansdochter Rie Moolenaar, terug naar Nederland en vestigde hij zich als zelfstandig architect, vanaf 1934 in Haarlem. Hij zocht aansluiting bij de functionalistische bewegingen De 8 en Groep 32 en maakte zich sterk voor de moderne architectuur in Nederland. Zijn eigen praktijk kwam overigens moeizaam van de grond: Kloos' eerste grote opdracht was het in 1939 gebouwde Rijnlands Lyceum in Wassenaar. In deze periode werkte hij incidenteel samen met zijn collega G. Holt (1904-1988), met wie hij in 1937 deelnam aan een prijsvraag voor de bouw van een nieuw raadhuis van Amsterdam. Tijdens de oorlog was Kloos als docent werkzaam aan de Kunstnijverheidsschool in Amsterdam (de voorloper van de Rietveld Academie). Directeur daarvan was toentertijd de architect M. Stam (1899-1986), wiens functionalistische opvattingen over architectuur Kloos in belangrijke mate deelde.
Na de oorlog legde Kloos zich toe op het ontwerpen van gebouwen in de sociale sector, zoals scholen, ziekenhuizen, bejaardenhuizen en woningen. Hij bouwde overal in Nederland en ontwikkelde zich - in de woorden van het Nederlands Architectuurinstituut - tot "een van de meest vasthoudende en compromisloze architecten van de nieuwe zakelijkheid". Zijn architectenbureau hield hij bewust kleinschalig, zodat hij ook als vormgever voor zijn werk verantwoording kon blijven dragen. Werkte hij na voltooiing van een voorlopig ontwerp aanvankelijk incidenteel weleens samen met andere architecten, waaronder Van Tijen (1894-1974), vanaf 1975 werd dit bij grotere ontwerpen zijn gebruikelijke werkwijze. Daarnaast was Kloos lid van vele studie- en welstandscommissies en jury's. Ook bleef het onderwijs zijn belangstelling houden. In 1952 was hij een van de oprichters van de Scholencommissie van de Union Internationale des Architectes (UAI).
In 1982 werd Kloos door de Bond van Nederlandse Architecten onderscheiden met de BNA-kubus. De jury vond hem "een exponent van het Nieuwe Bouwen, die nimmer concessies heeft gedaan aan de gekozen uitgangspunten en daardoor tot veel werk van onmiskenbare architectonische kwaliteit is gekomen".
Kloos is op 8 augustus 2001 te Haarlem op 96-jarige leeftijd overleden.

## Opvattingen
Kloos onderschreef het door onder anderen Duiker en Berlage (1856-1934) gepropageerde motto bouwen is dienen: een architect behoorde volgens hem zijn werkzaamheden in dienst van de samenleving stellen. Zijn doel was daarbij een "een wezenlijke functionele architectuur", die niet "misbruikt zal worden voor esthetische oogmerken". Over het werken als architect verklaarde hij tijdens een lezing in 1964: 
"Men hoort wel de stelling poneren, dat de architect zich door een rijstebrijberg van praktische eisen moet heen worstelen en dat hij daarna zijn kunstenaarstalenten kan gaan ontplooien. Ik zie in een dergelijke opvatting de miskenning van het feit, dat die verguisde rijstebrijberg juist de vertolking is van het leven, dat op een chaotische wijze tot ons komt. Wanneer wij in de achtergrond van dorre opsommingen en onvolledig kenbaar gemaakte verlangens dit leven niet weten te ontdekken, dan ontvalt ons een hoeveelheid gegevens omtrent dit leven en dan zal hij, die de zaken aldus ziet, inderdaad genoodzaakt zijn om niet alleen met kunst, maar ook met vliegwerk, de nodige fleurigheid aan zijn werk toe te voegen."
In 1985 publiceerde Kloos zijn ideeën over de bouwkunst in zijn boek Architectuur, een gewetenszaak.

## Werken (selectie)

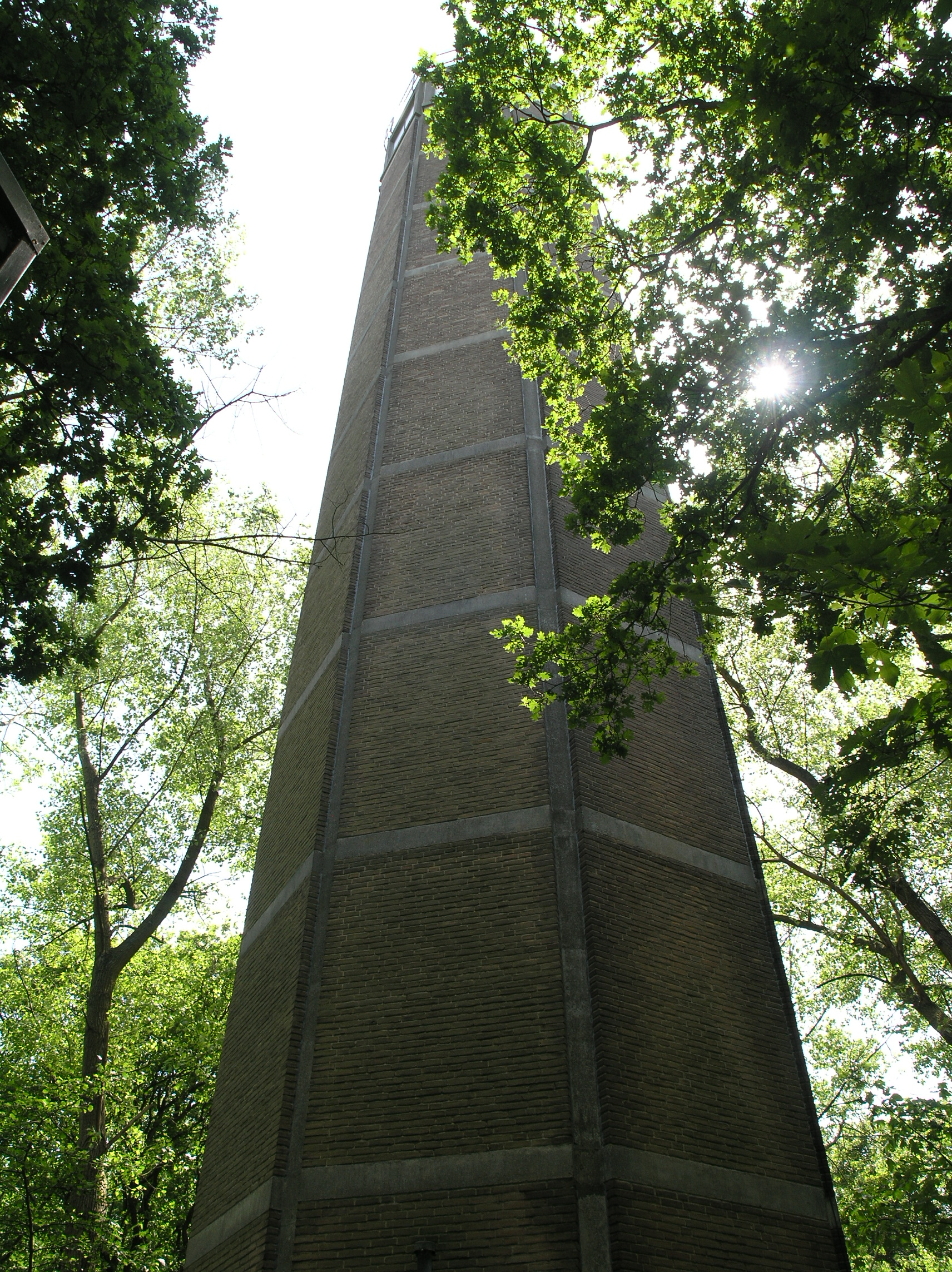
Watertoren in Heemstede, ontworpen door J.P. Kloos

- 1934: Villa De Wissel, Wenum-Wiesel[6]
- 1939: Rijnlands Lyceum, Wassenaar[7]
- 1949: Sportpark (paviljoen met zwembad), Aardenburg[8]
- 1951-'52: Kinderdagsanatorium  't Kabouterhuis (locatie Amstel), Amsterdam[9]
- 1954: Montessorischool, Oegstgeest (met Mien Ruys (tuin))[10]
- 1954: Julianaziekenhuis, Terneuzen[11]
- 1955-'56: Winkelcentrum, Amsterdam (met A. Bodon)[12]
- 1961/1965: Diaconessenhuis, Groningen (gesloopt in 2011-2012)[13]
- 1956: Prinses Ireneziekenhuis (locatie Oost), Almelo[14]
- 1956: Röpcke-Zweers Ziekenhuis, Hardenberg[15]
- 1960-'66: Uitbreiding Ziekenhuis Engelenberg, Kampen[16]
- 1965: Bejaardenhuis, Zwanenburg (met W. Buma, H.W. Brakel, O. Greiner en I. Boks (interieur))[17]
- 1970: Hangbrugmaisonnettes, Dijkgraafplein, Amsterdam[18]